# Цикасоцветни
Цикасоцветните или Сагови (Cycadophyta) са отдел растения, включващ единствено разред Cycadales. Той включва 289 вида вечнозелени голосеменни растения с характерна голяма корона от сложни листа и дебело стъбло. Често са бъркани с палми или папрати, но не са свързани с тези групи.
Цикасовите се срещат в повечето субтропични и тропични части на света. Най-голямо е разнообразието им в Южна и Централна Америка, разпространени са и в Австралия, Океания, Япония, Китай, Индия, Мадагаскар, южна и екваториална Африка. Някои видове могат да виреят при полупустинни условия, като растат дори върху пясък и скала. Растат както в слънчеви, така и в сенчести места, а някои са устойчиви на сол. Макар днес да представляват незначителна част от растителното многообразие, цикасовидните са масово разпространени през Юрския период.

## История на изследванията
Първите сведения за Цикасовите са от 9 век, когато арабски учени установяват, че растения от род Цикас (Cycas) се използват в Индия за приготвяне на брашно. През 16 век европейски пътешественици (Антонио Пигафета, Фернао Лопес де Кастанеда, Френсис Дрейк) откриват цикасовидни растения на Молукските острови, където семената им са използвани за храна. Първите сведения за цикасовидни в Америка са от Джовани Лерио, който при пътуването си до Бразилия през 1576 наблюдава растение, наричано от местните жители „айриус“, днес класифицирано в род Zamia. Представители на род Encephalartos са описани за пръв път от Йохан Георг Кристиян Леман през 1834. През 18 – 19 век за открития на нови видове се съобщава от множество естественици и изследователи по целия свят.

## Семейства
Според последната информация, публикувана на официалната страница на Групата по филогения на покритосеменните, към септември 2022 г. са признати две семейства в разред Цикасоцветни: Cycadaceae и  Zamiaceae.